# بلاك بيري كلاسيك
البلاك بيري كلاسيك (بالإنجليزية: BlackBerry Classic)‏، المعروف أصلاً بالبلاك بيري كيو 20، هو هاتف ذكي يعتمد على شاشة تعمل باللمس ويحتوي على لوحة مفاتيح فيزيائية QWERTY أو AZERTY أو QWERTZ، تم تطويره بواسطة الشركة الكندية بلاك بيري السابقة تسمية RIM (Research In Motion). تم الكشف عن البلاك بيري كلاسيك في 17 ديسمبر 2014، ويعمل بنظام التشغيل بلاك بيري 10. تصميمه مشابه لهاتف البلاك بيري كيو 10 من حيث الشكل والملمس، وخاصةً هواتف البلاك بيري بولد 9900 والطرازات ذات الصلة حيث يتميزون بلوحة تحكم بصرية يمكن استخدامها كوسيلة رئيسية للتنقل بدلاً من الشاشة التي تعمل باللمس أو إلى جانبها. يوفر البلاك بيري كلاسيك تجربة مزدوجة للمستخدم مع توفير لوحة مفاتيح فيزيائية للكتابة وشاشة تعمل باللمس للوظائف الأخرى، مما يلبي احتياجات المستخدمين الذين يفضلون الشعور اللمسي للأزرار في الوقت نفسه يوفرون وظائف الشاشة التي تعمل باللمس.

## المواصفات

### العتاد
يتميز البلاك بيري كلاسيك بشاشة مربعة بحجم 3.5 بوصة بدقة 720×720 بكسل IPS AMLCD، ويحمل معالج Qualcomm Snapdragon S4 Plus ثنائي النواة بسرعة 1.5 غيغاهرتز من نوع Krait، وذاكرة وصول عشوائي بسعة 2 غيغابايت، وذاكرة تخزين داخلية بسعة 16 غيغابايت، ويمكن توسيعها حتى 256 غيغابايت باستخدام بطاقة microSD. يحتوي الهاتف على بطارية ليثيوم أيون قابلة للشحن بسعة 2515 مللي أمبير غير قابلة للإزالة، وكاميرا خلفية بدقة 8 ميجابكسل مع فلاش LED، وكاميرا أمامية بدقة 2 ميجابكسل مع تركيز تلقائي. يتوفر الجهاز بعدة ألوان، الأسود والأبيض والأزرق.

### نظام التشغيل
يأتي البلاك بيري كلاسيك بنظام التشغيل بلاك بيري OS 10.3.1 ويمكن ترقيته إلى 10.3.3.

## استقبال
حصل البلاك بيري كلاسيك على مراجعات إيجابية بشكل عام من قبل النقاد، مع متوسط تقييمات 7/10. أعطى موقع (TechRadar) تقييماً بنسبة 3.5/5، مشيداً بسرعة متصفح الويب وخدمات الرسائل، لكنه أعرب عن خيبة أمل تجاه نقص التطبيقات والوزن الجسدي للهاتف.